# Susques
Susques es una localidad de la Puna argentina o Altiplano argentino, situada en el oeste de la provincia de Jujuy, cabecera del departamento homónimo.

## Historia
Tiene un origen antiquísimo aunque aún no bien determinado, sus primeros pobladores conocidos fueron la nación likan antai quienes mantuvieron su cultura aún tras la ocupación de su territorio por el Tahuantinsuyu hacia 1475. En el siglo XVI llegaron los conquistadores españoles los cuales prácticamente no se establecieron en el territorio a causa de la aridez del terreno y lo extremado del clima aunque sí explotaron la minería.
Al crearse el Virreinato del Río de la Plata en 1776 el territorio fue disputado por las intendencias de Salta del Tucumán y de Potosí, y en 1811 se ratificó que este territorio pertenecía a la provincia de Salta, sin embargo, el litigio con Bolivia perduró tras 1826. En 1835 la zona de Susques fue parte del teatro de la guerra entre la Confederación Argentina y la Confederación Perú-Boliviana.
En 1888 al ser derrotadas Bolivia y Perú por Chile; tropas chilenas incursionaron en el departamento Susques. Y en 1889 Bolivia ratificó la soberanía argentina en la Puna de Atacama que incluía al actual departamento de Susques, teniendo por capital a la pequeña población de Susques ( frecuentemente llamada entonces Susquis, el departamento fue el más septentrional del Territorio de Los Andes).
En 1943 al ser disuelta la unidad administrativa del Territorio de los Andes, el departamento Susques pasó a formar plenamente parte de la provincia de Jujuy que reclamaba este departamento desde 1836.

## Ubicación y aspecto

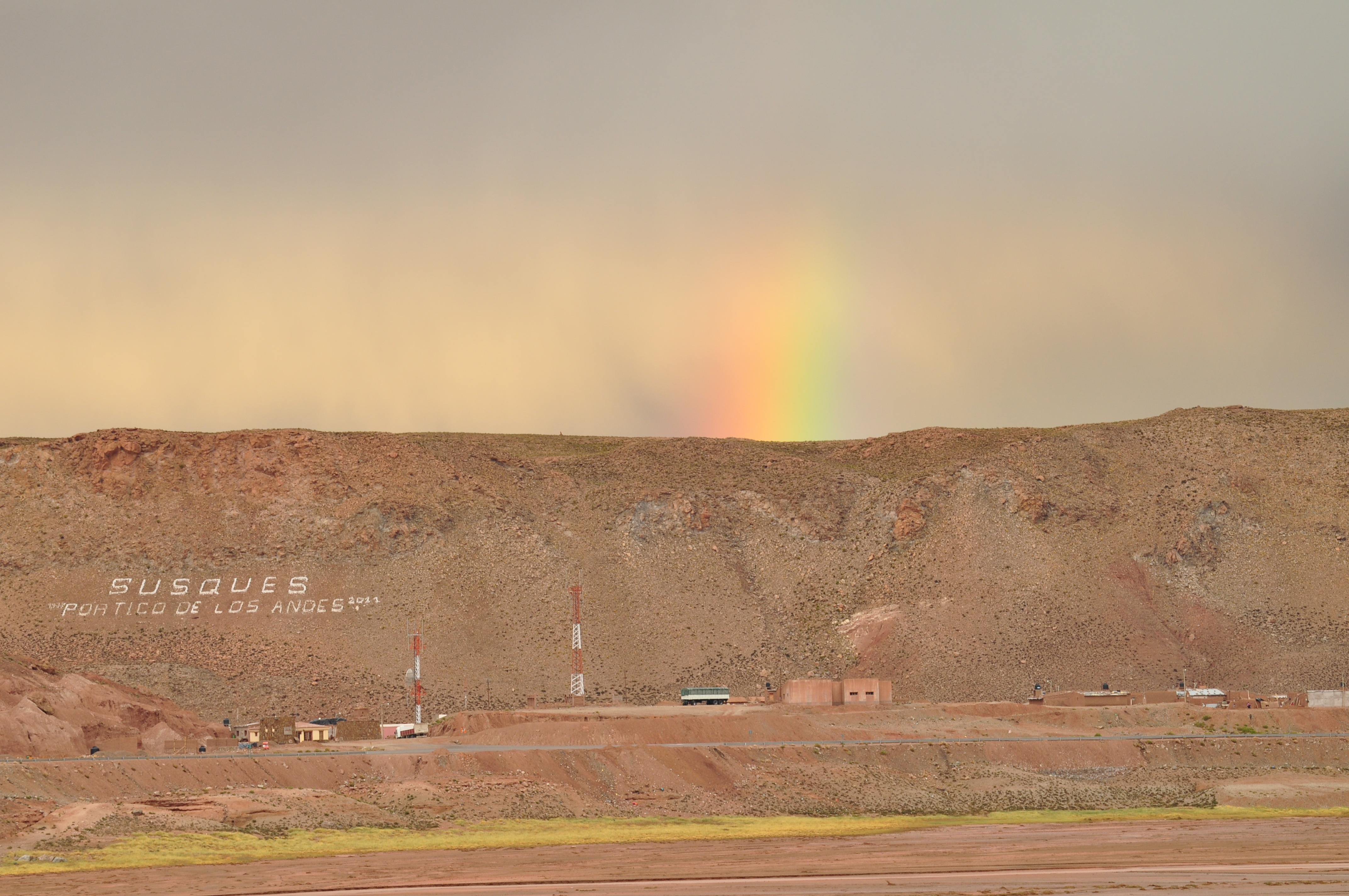
Susques

Por hallarse a 3620 m s. n. m., sería la localidad más elevada de la Argentina de entre las que se pueden acceder por camino pavimentado, ya que se encuentra en la traza de la RN 52 - de Purmamarca a Antofagasta (Chile) por el Paso de Jama el cual está 124 kilómetros al oeste de Susques -, la ruta Nacional N.º 52 se encuentra totalmente asfaltada desde purmamarca hasta la localidad de Susques y hasta el límite con Chile. La nueva traza de la ruta 40 pasa por el centro del pueblo y se dirige hacia el norte. 
La población se encuentra en el fondo de una pequeña hoya o vega, rodeada por mesetas salitrosas en las que se encuentran dispersos ejemplares de cardón, queñoa y "colchones" de tola. Desde las planicies se pueden observar a la distancia diversas "sierras" multicolores con picos nevados, ramales de la elevada cordillera de los Andes. Un par de kilómetros al sureste de Susques se encuentra la confluencia de los torrenciales arroyos (calificados "ríos" por sus profundos y anchos cauces pedregosos así como por sus importantes caudales en época de deshielos), estos son: el Pastos Chicos, el de Las Burras y el Coranzulí. Por su parte la aldea es una antiquísima encrucijada de "huellas" o caminos constituida por unas pocas humildes y pequeñas casas de adobes con techados a dos aguas.

## Población
Incluyendo la población rural, tiene 2,029 habitantes (Indec, 2001), mientras que el área urbana posee 1,140 habitantes (Indec, 2001), con un incremento de un 4,3 % con relación a los 1,093 habitantes (Indec, 1991) del censo anterior.

## Clima
Se caracteriza por ser extremadamente frío y con bajo contenido de agua en el aire (entre 0,1 y 10 g de agua por kg de aire seco a lo largo del año) lo cual genera una diferencia de temperatura exterior de hasta 30 °C entre el mediodía y la noche.
Esta gran amplitud térmica exterior obliga a incluir materiales de alta densidad (piedra) y aislación térmica en la envolvente edilicia a fin de disminuir la amplitud térmica interior a valores aceptables.
Durante el invierno la temperatura ambiente llega a -23 °C, con valores medios diarios del orden de 3 °C. A lo largo del año, todas las temperaturas medias mensuales se encuentran por debajo del rango de confort, razón por la cual, se precisa de calefacción auxiliar tanto en invierno como en verano.

## Turismo
Este poblado es atravesado por un bulevar central de unos 350 metros de longitud ("tres cuadras"), el cual desemboca frente a un interesante vestigio del periodo colonial español: la capilla (llamada iglesia de Nuestra Señora de Belén de Susques), una antigua y pequeña construcción edificada en el siglo XVI con adobes y, elemento singular de su arquitectura, las uniones de sus vigas de madera de cardón a dos aguas unidas mediante tientos de cuero debido a la falta de metal hierro. Tal templo fue consagrado en 1598 y es considerado el más antiguo santuario cristiano de la provincia de Jujuy, el interior de este edificio posee las paredes decoradas con pinturas de pájaros y flores regionales. Las campanas de bronce fueron fundidas en Chuquisaca, el órgano llama la atención por la baja altura de su teclado, de modo que solo puede ser ejecutado de rodillas, sobre el altar mayor se encuentra la antigua talla de la estatua que representa a la advocación de la Virgen de Belén. En este pequeño poblado se tejen ponchos, se elaboran algunas artesanías en piedra y cerámica y se pueden degustar asados (principalmente de chivito), locro, empanadas, tamales entre otras
Otros grandes atractivo son la cercana Quebrada del Taire cuyo acceso se encuentra unos 15 km al noroeste de Susques a través de la Ruta Provincial RP 16 y las Salinas Grandes del Norte a las cuales se accede por la RN 52.
I

## Iglesia Ntra. Sra. de Belén.
En el año 1588 se construyó un Oratoria, que después se terminaría de concluir en el año 1598 (la capilla actual), sus campanario fueron traídos de Chuquisaca Bolivia. Las pinturas fueron realizadas por el artista Gregario Solís Uriondo de Bolivia.
Construida en su totalidad con materiales de la zona (barro, piedra, paja, madera de cardón y cuero de llama curtido).

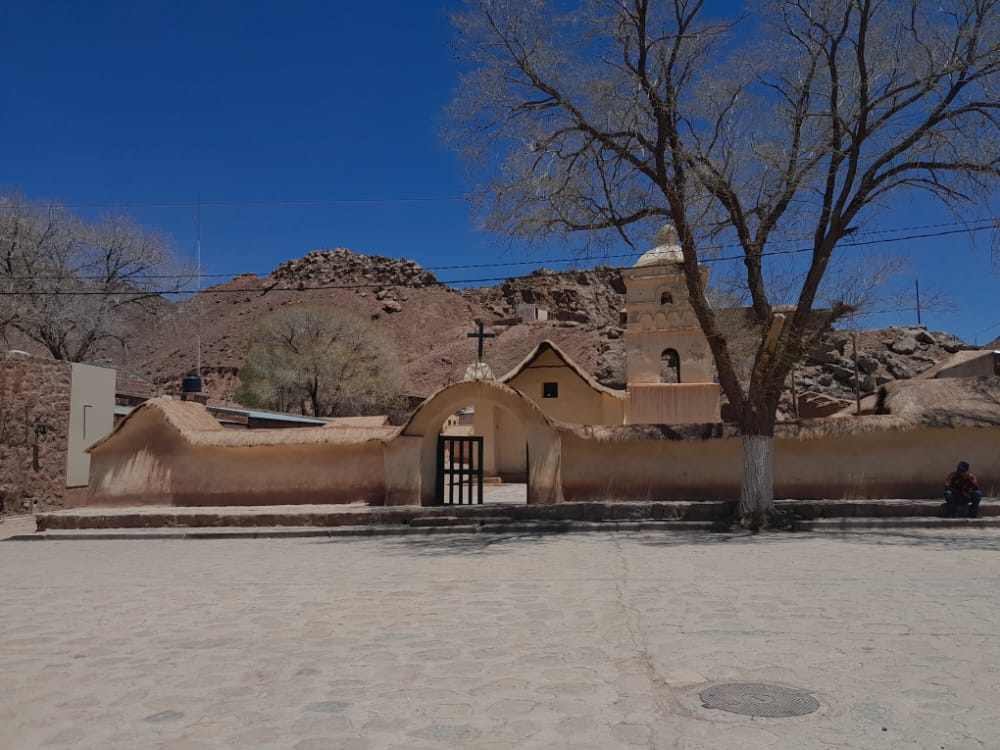
Iglesia de Susques

La capilla fue declarada monumento nacional en el año 1943 por su aspecto arquitectónico, artístico y eclesiástico.

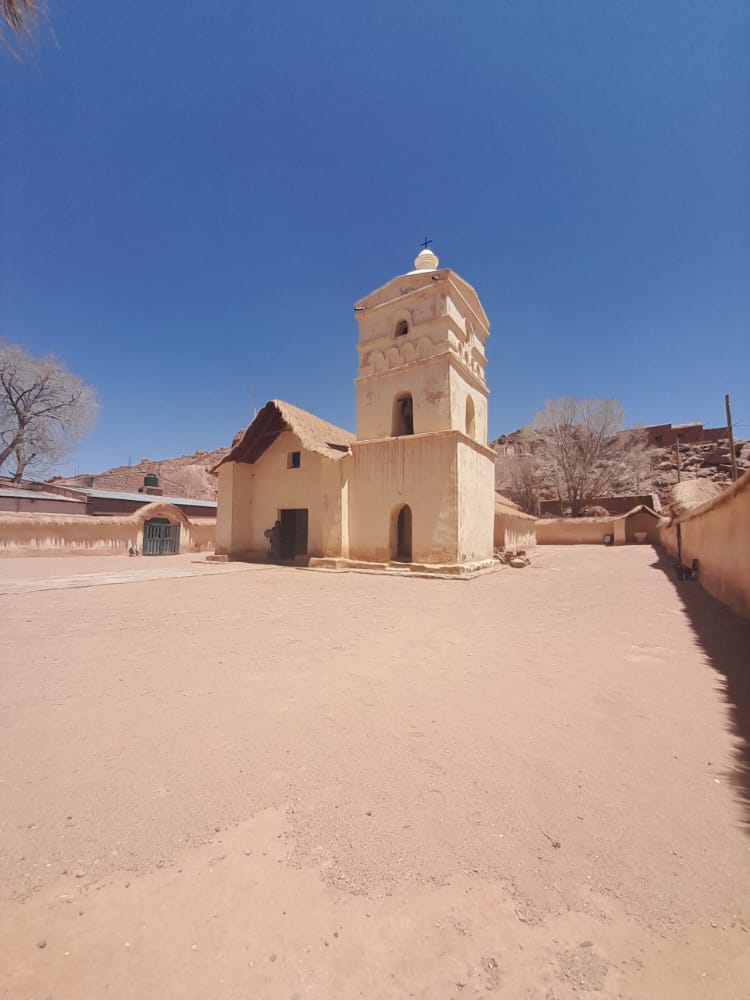
Iglesia Ntra. Sra. de Belén

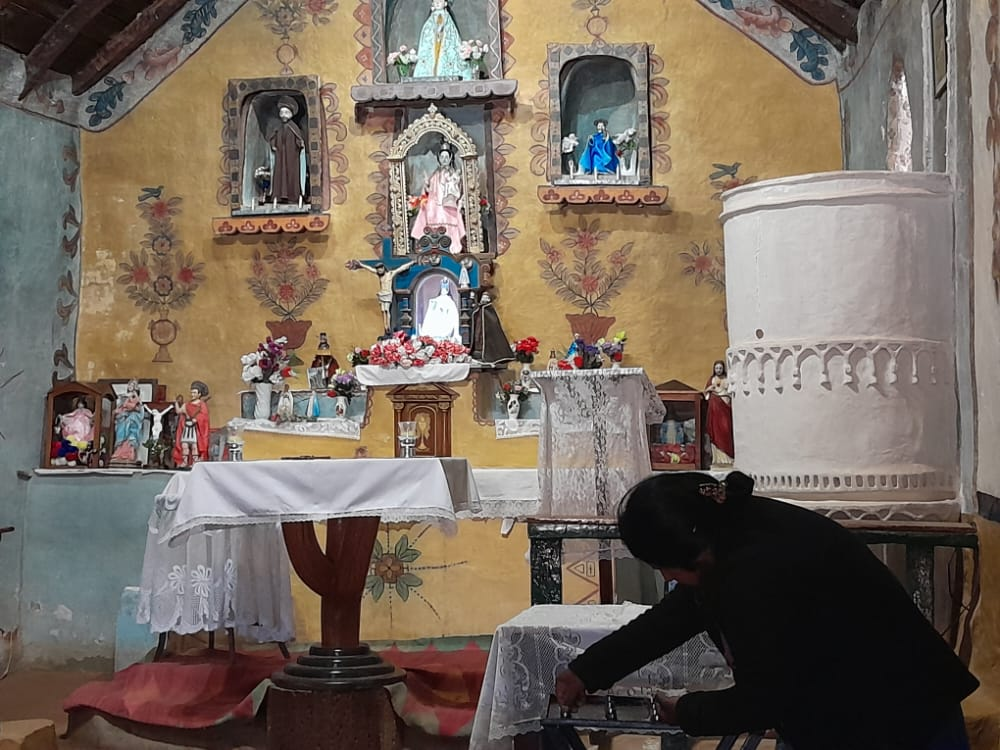
Altar.

## Sismicidad
La sismicidad del área de Jujuy es frecuente y de intensidad baja, y un silencio sísmico de terremotos medios a graves cada 40 años.
- Sismo de 1863: aunque dicha actividad geológica catastrófica, ocurre desde épocas prehistóricas, el terremoto del 4 de enero de 1863 (162 años),[3] señaló un hito importante dentro de la historia de eventos sísmicos jujeños, con 6,4 Richter. Pero nada cambió extremando cuidados o restringiendo códigos de construcción.[2]
- Sismo de 1948: el 25 de agosto de 1848 (176 años) con 7,0 Richter, el cual destruyó edificaciones y abrió numerosas grietas en inmensas zonas[3][2]
- Sismo de 2009: el 6 de noviembre de 2009 (15 años) con 5,6 Richter

## Religión
| Prelatura territorial | Humahuaca               |
| --------------------- | ----------------------- |
| Parroquia             | Nuestra Señora de Belén |

## En la cultura

### Cine
- Susques es la locación de la película Magalí del director argentino Juan Pablo Di Bitonto,[5][6] nominada al premio Cóndor de Plata como por mejor ópera prima.[7]